# Почаевский листок
«Поча́евский листо́к» — еженедельное русскоязычное религиозное издание Типографского братства преподобного Иова Почаевского, выходило c 1 апреля 1887 года при Почаевской Успенской лавре, в Киеве, в Российской империи, затем с 1923 года в Монастыре Преподобного Иова Почаевского в селе Ладомирова в Карпатской Руси в Чехословакии в Русском Зарубежье. С 1990-х годов издание возобновлено в Почаевской лавре на Украине, выходит как на русском, так на украинском языке. В 1887 году редактором был Николай Крупский. В 1891—1892 годах редактором был Иоанн Ильич Тихомиров.

## История
Выходило с 1887 года с целью религиозно-нравственного назидания простого народа. Адаптированный к основной массе читательской аудитории состоящей из местных украинских крестьян вариант, взятый за основу по опыту «Троицких листков», издаваемым в Троице-Сергиевой лавре.
В период Первой мировой войны в 1915 — 1917 годы в связи с угрозой австрийской оккупации редакция находилась в эвакуации в Киевской губернии.
С 1923 года, в связи с возобновлением издательской деятельности Типографского братства преподобного Иова Почаевского в Одноименном монастыре в селе Ладомирова в Карпатской Руси в Чехословакии, становится заметным явлением в печатной жизни Русского Зарубежья.
С 1990-х годов издание возобновлено в Почаевской лавре на Украине, выходит как на русском, так и на украинском языке.

## Тематика
Включали в себя воскресные и праздничные чтения из Евангелия и Апостола в форме бесед, слов и поучений, объяснение Десяти Заповедей, Символа Веры, общеупотребительных молитв, значения обрядов и смысл таинств, материалы по Священной истории и истории России, литургические материалы.
«Почаевский листок» был одним из печатных органов черносотенцев. В Сентябрьском выпуске, № 38, 1906 года была напечатана Программа Союза Русского Народа.